# Francesco Gurrieri
Francesco Gurrieri (Bengasi, 22 gennaio 1938) è un architetto italiano, già professore ordinario di “Restauro dei monumenti” dell'Università degli Studi di Firenze
e membro dell'Accademia delle arti del disegno di Firenze.

## Biografia
Si è laureato, nel 1964, col massimo dei voti e lode, a Firenze città dove tuttora opera nell'ambito del restauro. Ha svolto il servizio militare come Ufficiale di complemento nell'Aeronautica Militare Italiana. 
Nel 1966 è entrato, per concorso nazionale, nell'Amministrazione delle Belle Arti (oggi Amministrazione per i Beni e le Attività Culturali) ed è stato Dirigente e Soprintendente dal 1965 al 1981, rappresentando lo stesso Ministero al Consiglio d'Europa. 
Dal 1980, vincitore di concorso, è passato, come “ordinario”, all'Università degli Studi.
Fra gli studiosi delle discipline della “conservazione del patrimonio culturale” è considerato fra i più attenti ed equilibrati protagonisti. Fin dal 1973 ha posto il problema del “restauro del paesaggio e del territorio”, oggi così attuale. 
Esperto Icomos  (International Council on Monuments and Sites) ha istruito il riconoscimento del Centro Storico di Firenze come “Bene universale Unesco”.
La sua preparazione tecnica e umanistica, largamente sperimentata anche a livello internazionale (Ginevra, San Paolo del Brasile, Salvador, Granada, Siviglia, Budapest, Mosca, Praga, Parigi, Londra, Dakar, Lima) ne fanno un fondamentale interlocutore delle discipline impegnate nel restauro.
È stato fra i primi sperimentatori del “microconsolidamento” nei paramenti lapidei e ad intonaco. 
È stato sempre presente nel dibattito architettonico ed artistico, dirigendo riviste specializzate o collaborandovi (L'architettura, Necropoli, Paesaggio urbano - Urban Design, Werk, L'industria delle costruzioni, Bollettino tecnico, Critica d'arte e molte altre). 
È direttore di "Critica d'Arte", rivista fondata da Carlo L. Ragghianti.
Sul versante umanistico, è direttore del periodico di letteratura “il Portolano”.